# Matts Bergom Larsson
Matts Bergom Larsson, född 22 augusti 1908 i Kungsholms församling i Stockholm, död 28 december 2003 i Engelbrekts församling i Stockholm, var en svensk organisationsman. Han var direktör i Svenska Arbetsgivareföreningen (SAF) 1946-1951 och vd i Verkstadsföreningen 1951-1973. 

## Biografi
Matts Bergom Larsson var son till borgarrådet Yngve Larsson och Elin Larsson, född Bonnier, far till Peter Bergom Larsson (arkitekt), Susanna Bergom Larsson (terapeut) och Maria Bergom Larsson (författare), samt bror till Verna Lindberg, Richard Larsson, Yngve A. A. Larsson och Mårten Larsson.

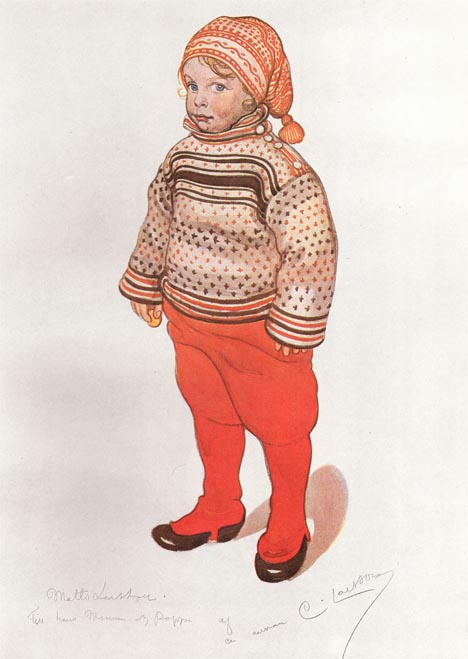
Matts Bergom Larsson 1911 av Carl Larsson.

Matts Bergom Larsson växte upp i Villa Mullberget på Djurgården i Stockholm. Efter dubbla examina, fil.kand. och jur.kand., blev han anställd vid Svenska Arbetsgivareföreningen 1938 och utnämndes till direktör sju år senare. Expert vid Internationella arbetsorganisationen 1947-1957 och från 1950 ordförande i Arbetsmarknadens yrkesråd. Han blev 1951 vd i Verkstadsföreningen, det största förbundet inom SAF, och kvarstod i denna befattning till pensioneringen 1973.
Bergom Larsson ägnade sig särskilt åt frågor rörande yrkesutbildning. Under Bergom Larssons tid som VD för Verkstadsföreningen genomfördes bland annat flytten från Klarabergsgatan till Storgatan 19 på Östermalm i Stockholm. Där uppfördes 1956-1961 Industrins hus, efter att förhandlingar om att flytta in i den andra Hötorgsskrapan strandat 1955.
Matts Bergom Larsson hade även ett stort antal uppdrag i olika organisationer, bland annat som ledamot i Arbetsmarknadsstyrelsen och Pressens opinionsnämnd samt som ordförande i Svenska Röda Korset 1974-81. Han var även styrelseledamot och sekreterare i Samfundet Nordens Frihet 1945.